# Quinyon Mitchell
Quinyon Keaaron Mitchell (Williston, 18 luglio 2001) è un giocatore di football americano statunitense che milita nel ruolo di cornerback per i Philadelphia Eagles della National Football League (NFL).

## Carriera universitaria
Mitchell disputò sei partite durante la sua prima stagione all'Università di Toledo nell'annata accorciata per il COVID-19, totalizzando 7 tackle. L'anno seguente disputò tutte le 13 partite come titolare, mettendo a segno 34 tackle, 8 passaggi deviati, un fumble forzato e uno recuperato e un sack.
Mitchell rimase stabilmente titolare nel 2022, disputando tutte le 14 partite, con 41 tackle, 25 passaggi deviati (primo nella nazione), 5 intercetti e 3,5 placcaggi con perdita di yard. Fu premiato come difensore della settimana dopo avere fatto registrare quattro intercetti (di cui due ritornati in touchdown) nella vittoria su Northern Illinois; quei quattro intercetti pareggiarono un record dell'istituto. Fu inserito nella formazione ideale della Mid-American Conference (MAC) e nella seconda formazione All-American dalla Walter Camp Foundation.
In 13 partite nella stagione 2023, Mitchell mise a segno 41 tackle, 18 passaggi deviati e un intercetto. Fu il primo giocatore della storia di Toledo a essere nominato semifinalista per il Chuck Bednarik Award e fu premiato come All-American. Fu inoltre invitato al Senior Bowl.

## Carriera professionistica

### Philadelphia Eagles
Mitchell fu scelto nel corso del primo (22º assoluto) del Draft NFL 2024 dai Philadelphia Eagles. Debuttò come professionista partendo come titolare e facendo registrare 5 placcaggi e 2 passaggi deviati nella vittoria contro i Green Bay Packers per 34-29 alla Corinthias Arena di San Paolo, in Brasile. La sua prima stagione si chiuse con 46 tackle e 12 passaggi deviati disputando 16 partite, tutte come titolare, giungendo secondo nel premio di rookie difensivo dell'anno.

## Palmarès

### Franchigia
- Super Bowl : 1

Philadelphia Eagles: LIX
- National Football Conference Championship: 1

Philadelphia Eagles: 2024

### Individuale
- PFWA All-Rookie Team - 2024